# Collegio di Dumfriesshire, Clydesdale and Tweeddale
Dumfriesshire, Clydesdale and Tweeddale è un collegio elettorale scozzese della Camera dei comuni del Parlamento del Regno Unito. Elegge un membro del Parlamento con il sistema maggioritario a turno unico. Il rappresentante del collegio fin dalla sua creazione, nel 2005, è il conservatore David Mundell.
Il collegio ha una storia elettorale composita, con il Dumfriesshire che è stato per lungo tempo una roccaforte conservatrice, mentre il Clydesdale era in passato un seggio sicuro per i laburisti, e Tweeddale era tra i collegi che votavano liberal democratico dagli anni ottanta. L'ex Segretario di Stato per la Scozia David Mundell rappresenta il collegio dal 2005 e fino al 2017 era l'unico deputato conservatore che rappresentava un collegio scozzese.
Si tratta di un collegio rurale, comprende le città di Annan, Biggar, Gretna, Langholm, Lockerbie, Moffat e Peebles.

## Estensione
Come stabilito dalla Quinta Edizione della Boundary Commission for Scotland il collegio è uno dei sei che coprono le aree di Dumfries e Galloway, Scottish Borders e Lanarkshire Meridionale. Gli altri cinque collegi sono Berwickshire, Roxburgh and Selkirk, Dumfries and Galloway, East Kilbride, Strathaven and Lesmahagow, Lanark and Hamilton East e Rutherglen and Hamilton West.
Il collegio di Dumfriesshire, Clydesdale and Tweeddale copre parte di tutte le tre aree; il resto di Dumfries e Galloway ricade nel collegio di Dumfries and Galloway; la parte restante degli Scottish Borders ricade nel collegio di Berwickshire, Roxburgh and Selkirk e la parte rimanente del Lanarkshire Meridionale è rappresentato dai collegi di East Kilbride, Strathaven and Lesmahagow, Lanark and Hamilton East e Rutherglen and Hamilton West.
Il collegio di Dumfriesshire, Clydesdale and Tweeddale è in prevalenza rurale, e il nome si riferisce alle ex amministrazioni locali, il Dumfriesshire, l'area del Clydesdale appartenente al Lanarkshire Meridionale e l'area di Tweeddale negli Scottish Borders. Il collegio di Dumfriesshire, Clydesdale and Tweeddale esclude, tuttavia, la città di Dumfries, che ricade nel collegio di Dumfries and Galloway.

## Politica
I principali collegi predecessori di Dumfriesshire, Clydesdale and Tweeddale, che erano Dumfriesshire, Clydesdale e Tweeddale, Ettrick & Lauderdale, avevano tutti una distinta influenza politica. Il Dumfriesshire era stato conservatore/liberale nazionale dal 1931 al 1997, ma fu conquistato dal laburista Russell Brown nel 1997. Clydesdale era un seggio laburista fin dagli anni ottanta, e Tweeddale, Ettrick and Lauderdale era un seggio liberale/liberal democratico dal 1983.
A seguito della revisione dei confini per le elezioni generali del 2005, i laburisti ebbero un chiaro vantaggio del 12% sui conservatori (una stima di come il collegio avrebbe votato se fosse esistito alle precedenti elezioni) e il seggio fu il 96º nella lista degli obiettivi dei conservatori. I liberal democratici arrivarono al terzo posto, molto vicini al secondo. Tuttavia, l'ex deputato al Parlamento Scozzese David Mundell riuscì a ottenere il seggio dai laburisti, il che lo rese l'unico deputato conservatore che rappresentava un collegio scozzese alle elezioni del 2005, dopo che il deputato conservatore di Galloway and Upper Nithsdale, Peter Duncan, fu sconfitto nel nuovo seggio di Dumfries and Galloway, e che i tentativi conservatori di ottenere Angus dal Partito Nazionale Scozzese non ebbero successo.
Nel 2010 Mundell fu rieletto con un vantaggio maggiore; nel 2015, con la vittoria a valanga del SNP, Mundell batté di pochissimo il rivale del partito nazionalista e rimase l'unico deputato conservatore scozzese eletto.. Tuttavia, a seguito della perdita di voti del SNP, alle elezioni generali del 2017 il partito Conservatore conquistò 12 seggi, e Mundell crebbe il proprio vantaggio dal 1,5% al 19,3%.

## Membri del Parlamento
| Elezione | Elezione | Deputato      | Partito      |
| -------- | -------- | ------------- | ------------ |
|          | 2005     | David Mundell | Conservatore |

## Risultati elettorali

### Elezioni negli anni 2020
| Partito                    | Partito                                   | Candidato                  | Risultati 4 luglio 2024 | Risultati 4 luglio 2024 |
| Partito                    | Partito                                   | Candidato                  | Voti                    | %                       |
| -------------------------- | ----------------------------------------- | -------------------------- | ----------------------- | ----------------------- |
|                            | Conservatore                              | David Mundell              | 14 999                  | 33,92                   |
|                            | SNP                                       | Kim Marshall               | 10 757                  | 24,33                   |
|                            | Laburista                                 | Daniel Coleman             | 10 140                  | 22,93                   |
|                            | Reform UK                                 | David Kirkwood             | 3 822                   | 8,64                    |
|                            | Lib Dem                                   | Drummond Begg              | 2 800                   | 6,33                    |
|                            | Verdi                                     | Dominic Ashmole            | 1 488                   | 3,37                    |
|                            | Famiglie Scozzesi                         | Gareth Kirk                | 208                     | 0,47                    |
|                            |                                           |                            |                         |                         |
| Iscritti                   | Iscritti                                  | Iscritti                   | 71 900                  | 100,00                  |
| ↳ Votanti (% su iscritti)  | ↳ Votanti (% su iscritti)                 | ↳ Votanti (% su iscritti)  | 44 214                  | 61,49                   |
| ↳ Astenuti (% su iscritti) | ↳ Astenuti (% su iscritti)                | ↳ Astenuti (% su iscritti) | 27 686                  | 38,51                   |
|                            |                                           |                            |                         |                         |
|                            | Esito: collegio confermato a Conservatore |                            |                         |                         |

### Elezioni negli anni 2010
| Partito                    | Partito                                   | Candidato                  | Risultati 12 dicembre 2019 | Risultati 12 dicembre 2019 |
| Partito                    | Partito                                   | Candidato                  | Voti                       | %                          |
| -------------------------- | ----------------------------------------- | -------------------------- | -------------------------- | -------------------------- |
|                            | Conservatore                              | David Mundell              | 22 611                     | 46,00                      |
|                            | SNP                                       | Amanda Burgauer            | 18 830                     | 38,31                      |
|                            | Laburista                                 | Nick Chisholm              | 4 172                      | 8,49                       |
|                            | Lib Dem                                   | John Ferry                 | 3 540                      | 7,20                       |
|                            |                                           |                            |                            |                            |
| Iscritti                   | Iscritti                                  | Iscritti                   | 68 330                     | 100,00                     |
| ↳ Votanti (% su iscritti)  | ↳ Votanti (% su iscritti)                 | ↳ Votanti (% su iscritti)  | 49 153                     | 71,93                      |
| ↳ Astenuti (% su iscritti) | ↳ Astenuti (% su iscritti)                | ↳ Astenuti (% su iscritti) | 19 177                     | 28,07                      |
|                            |                                           |                            |                            |                            |
|                            | Esito: collegio confermato a Conservatore |                            |                            |                            |

| Partito                    | Partito                                   | Candidato                  | Risultati 8 giugno 2017 | Risultati 8 giugno 2017 |
| Partito                    | Partito                                   | Candidato                  | Voti                    | %                       |
| -------------------------- | ----------------------------------------- | -------------------------- | ----------------------- | ----------------------- |
|                            | Conservatore                              | David Mundell              | 24 177                  | 49,38                   |
|                            | SNP                                       | Mairi McAllan              | 14 736                  | 30,10                   |
|                            | Laburista                                 | Douglas Beattie            | 8 102                   | 16,55                   |
|                            | Lib Dem                                   | John Ferry                 | 1 949                   | 3,98                    |
|                            |                                           |                            |                         |                         |
| Iscritti                   | Iscritti                                  | Iscritti                   | 67 630                  | 100,00                  |
| ↳ Votanti (% su iscritti)  | ↳ Votanti (% su iscritti)                 | ↳ Votanti (% su iscritti)  | 48 964                  | 72,40                   |
| ↳ Astenuti (% su iscritti) | ↳ Astenuti (% su iscritti)                | ↳ Astenuti (% su iscritti) | 18 666                  | 27,60                   |
|                            |                                           |                            |                         |                         |
|                            | Esito: collegio confermato a Conservatore |                            |                         |                         |

| Partito                    | Partito                                   | Candidato                  | Risultati 7 maggio 2015 | Risultati 7 maggio 2015 |
| Partito                    | Partito                                   | Candidato                  | Voti                    | %                       |
| -------------------------- | ----------------------------------------- | -------------------------- | ----------------------- | ----------------------- |
|                            | Conservatore                              | David Mundell              | 20 759                  | 39,82                   |
|                            | SNP                                       | Emma Harper                | 19 961                  | 38,29                   |
|                            | Laburista                                 | Archie Dryburgh            | 7 711                   | 14,79                   |
|                            | UKIP                                      | Kevin Newton               | 1 472                   | 2,82                    |
|                            | Lib Dem                                   | Amanda Kubie               | 1 392                   | 2,67                    |
|                            | Verdi                                     | Jody Jamieson              | 839                     | 1,61                    |
|                            |                                           |                            |                         |                         |
| Iscritti                   | Iscritti                                  | Iscritti                   | 68 507                  | 100,00                  |
| ↳ Votanti (% su iscritti)  | ↳ Votanti (% su iscritti)                 | ↳ Votanti (% su iscritti)  | 52 134                  | 76,10                   |
| ↳ Astenuti (% su iscritti) | ↳ Astenuti (% su iscritti)                | ↳ Astenuti (% su iscritti) | 16 373                  | 23,90                   |
|                            |                                           |                            |                         |                         |
|                            | Esito: collegio confermato a Conservatore |                            |                         |                         |

| Partito                    | Partito                                   | Candidato                  | Risultati 6 maggio 2010 | Risultati 6 maggio 2010 |
| Partito                    | Partito                                   | Candidato                  | Voti                    | %                       |
| -------------------------- | ----------------------------------------- | -------------------------- | ----------------------- | ----------------------- |
|                            | Conservatore                              | David Mundell              | 17 457                  | 38,04                   |
|                            | Laburista                                 | Claudia Beamish            | 13 263                  | 28,90                   |
|                            | Lib Dem                                   | Catriona Bhatia            | 9 080                   | 19,79                   |
|                            | SNP                                       | Aileen Orr                 | 4 945                   | 10,78                   |
|                            | UKIP                                      | Douglas Watters            | 637                     | 1,39                    |
|                            | Verdi                                     | Alis Ballance              | 510                     | 1,11                    |
|                            |                                           |                            |                         |                         |
| Iscritti                   | Iscritti                                  | Iscritti                   | 66 606                  | 100,00                  |
| ↳ Votanti (% su iscritti)  | ↳ Votanti (% su iscritti)                 | ↳ Votanti (% su iscritti)  | 45 892                  | 68,90                   |
| ↳ Astenuti (% su iscritti) | ↳ Astenuti (% su iscritti)                | ↳ Astenuti (% su iscritti) | 20 714                  | 31,10                   |
|                            |                                           |                            |                         |                         |
|                            | Esito: collegio confermato a Conservatore |                            |                         |                         |

### Elezioni negli anni 2000
| Partito                    | Partito                                         | Candidato                  | Risultati 5 maggio 2005 | Risultati 5 maggio 2005 |
| Partito                    | Partito                                         | Candidato                  | Voti                    | %                       |
| -------------------------- | ----------------------------------------------- | -------------------------- | ----------------------- | ----------------------- |
|                            | Conservatore                                    | David Mundell              | 16 141                  | 36,18                   |
|                            | Laburista                                       | Sean Marshall              | 14 403                  | 32,28                   |
|                            | Lib Dem                                         | Patsy Kenton               | 9 046                   | 20,28                   |
|                            | SNP                                             | Andrew Wood                | 4 075                   | 9,13                    |
|                            | Socialista                                      | Sarah MacTavish            | 521                     | 1,17                    |
|                            | UKIP                                            | Tony Lee                   | 430                     | 0,96                    |
|                            |                                                 |                            |                         |                         |
| Iscritti                   | Iscritti                                        | Iscritti                   | 66 000                  | 100,00                  |
| ↳ Votanti (% su iscritti)  | ↳ Votanti (% su iscritti)                       | ↳ Votanti (% su iscritti)  | 44 616                  | 67,60                   |
| ↳ Astenuti (% su iscritti) | ↳ Astenuti (% su iscritti)                      | ↳ Astenuti (% su iscritti) | 21 384                  | 32,40                   |
|                            |                                                 |                            |                         |                         |
|                            | Esito: collegio a Conservatore (nuovo collegio) |                            |                         |                         |

## Risultati dei referendum

### Referendum sulla permanenza del Regno Unito nell'Unione europea del 2016
|        | Collegio                                | Lasciare UE % | Rimanere in UE % |
| ------ | --------------------------------------- | ------------- | ---------------- |
|        | Dumfriesshire, Clydesdale and Tweeddale | 43,9%         | 56,1%            |
| Scozia | 38,0%                                   | 62,0%         |                  |
|        | Regno Unito                             | 51,9%         | 48,1%            |